# Чистов Анатолій Володимирович
Анатолій Володимирович Чистов (нар. 27 травня 1962, Сімферополь, УРСР) — радянський та український футболіст, виступав на позиції воротаря.

## Життєпис
Вихованець ДЮСШ «Таврія» (Сімферополь), перший тренер — Леонід Чернов. У 1979 році розпочав навчання в Одеському технологічному інститут. У 1980 році розпочав кар'єру гравця в резервній команді одеського «Чорноморця». Згодом виступав у першій команді клубу. У 1987 році перейшов до «Ністру». Сезон 1989 року розпочав у чернівецькій «Буковині», потім перейшов до тираспольського «Тираса», який потім змінив назву на «Тилігул». 10 березня 1992 року в складі «Ниви» (Тернопіль) дебютував у Вищій лізі в матчі з івано-франківським «Прикарпаттям» (0:0). Влітку 1992 року опинився в криворізькому «Кривбасі». На початку 1993 року отримав запрошення від дніпропетровського «Дніпра», але, зігравши 1 поєдинок, вже влітку того ж року переїхав до Швеції, де захищав кольори місцевого «Аппелбю». Через чотири роки повернувся до Одеси, де став гравцем місцевого Лотто GCM, який незабаром змінив назву на СКА-Лотто (Одеса). У 2000 році завершив футбольну кар'єру в клубі, де її й розпочав — в одеському «Чорноморці». По завершенні футбольної кар'єри виступав у ветеранській команді «Рішельє», в складі якої неодноразово ставав переможцем ветеранського чемпіонату України.

## Досягнення
- Перша ліга чемпіонату СРСР
  -  Срібний призер (1): 1991

- Прем'єр-ліга
  -  Срібний призер (1): 1993